# Космин (зупинний пункт)
Ко́смин — пасажирський залізничний зупинний пункт Івано-Франківської дирекції Львівської залізниці.
Розташований на околиці села Коровія Глибоцького району Чернівецької області на лінії Чернівці-Північна — Багринівка між станціями Чернівці-Південна (4 км) та Великий Кучурів (10 км).
Платформа розташована за 500 метрів від автошляху М19. На станції зупиняються тільки приміські поїзди.